# 高山茶

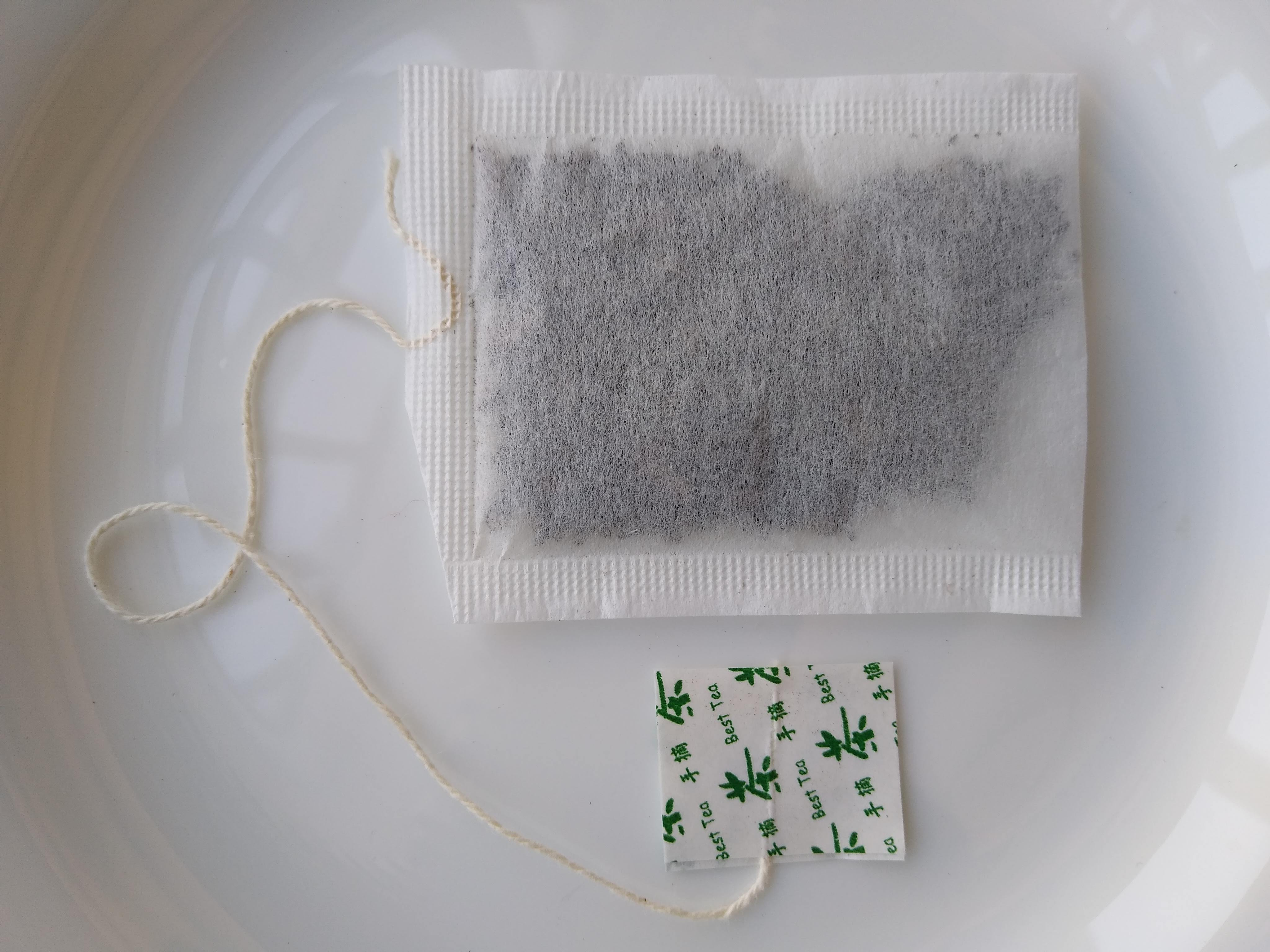
阿里山高山茶のティーバッグ

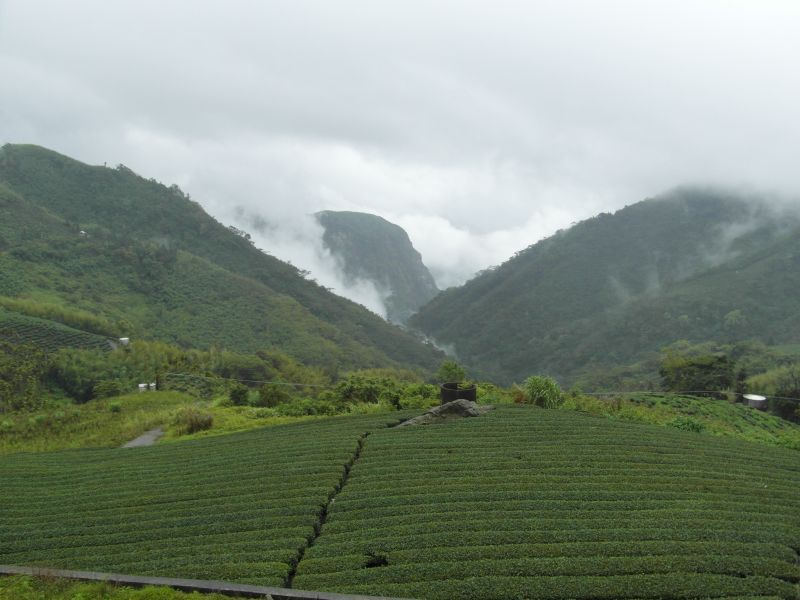
阿里山の茶畑

高山茶（こうざんちゃ、ガオサンチャ）は台湾の茶。台湾高山茶とも。
台湾の標高1000メートル以上の高さの山中で採れた茶の総称である。そのような山の中は昼夜の温度差が大きく、湿度が高いので朝などには霧も多く、品質の良い茶葉が育つ。
台湾の茶として知られる凍頂烏龍茶と比べると、飲み口は軽く、1980年代以降は凍頂烏龍茶に代わって台湾茶の主流となっている。
発酵の仕方によって高山茶には様々な種類があり、それぞれ味わいが異なる。
また、標高1000メートル以上の高さのところで採れた茶を凍頂烏龍茶と同じ製法で作った茶というものもある。

## 銘柄の例
- 阿里山高山茶（中国語版） - 嘉義県阿里山郷[1][2]
- 杉林渓高山茶 - 南投県竹山鎮[2]
- 梨山高山茶（中国語版） - 台中市和平区[2]